# ذوب برف

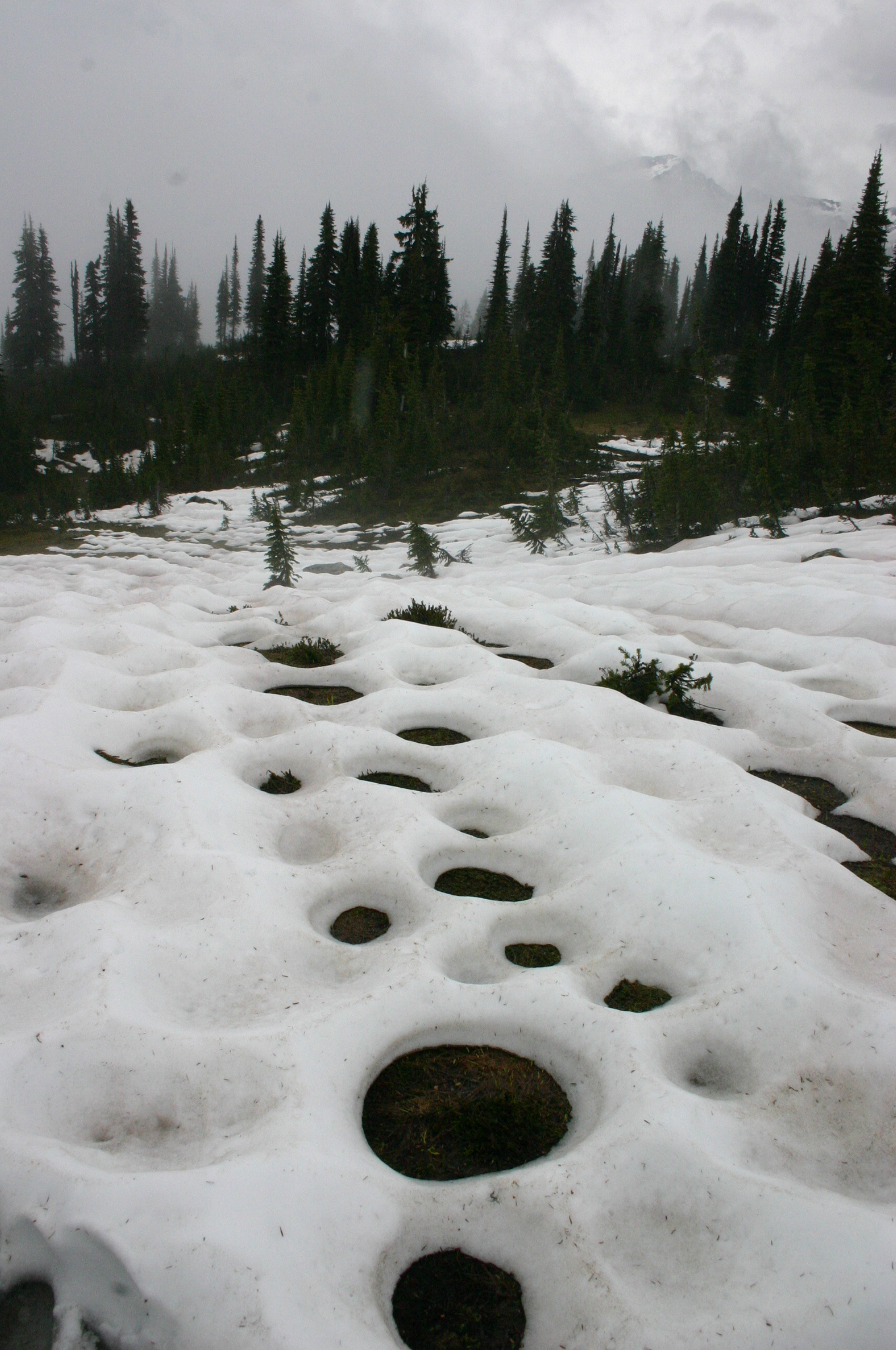
برف‌های درحال ذوب در بریتیش کلمبیای کانادا

در هیدرولوژی، رواناب سطحی ناشی از ذوب شدن برف را گویند. همچنین از این کلمه برای توصیف دوره یا فصلی که طی آن چنین روانابی تولید می شود، می توان استفاده کرد. آب ناشی از ذوب برف، نقش مهمی از چرخه سالانه آب را در بسیاری از مناطق جهان داراست، که در بعضی موارد، درصد بالایی از رواناب سالانه یک حوزه آبخیز را شامل می شود. پیش بینی رواناب ناشی از ذوب برف یک حوزه آبخیز ممکن است بخشی از طراحی پروژه های کنترل آب باشد. ذوب سریع برف امکان وقوع سیلاب را به وجود می آورد. اگر در پی آن، برف ذوب شده، منجمد شود، شرایط و اتفاقات بسیار خطرناکی ممکن است پدید آید به عنوان مثال نیاز به نمک برای ذوب یخ. 